# Сакаи Хоицу
Сакаи Хоицу (яп. 酒井 抱一, 1761—1828) — японский художник периода Эдо, мастер школы Римпа известный благодаря созданию расписных ширм. Сакаи Хоицу возродил стиль и популярность художника Огаты Корина благодаря репродукциям его работ и публикациям книг.

## Биография
Сакаи Хоицу родился 1 августа 1761 года в городе Эдо. Его отец был даймё замка Химэдзи в провинции Харима. Клан Сакаи родом из провинции Микава. В 1749 Сакаи Тадакио и его потомков отправили в Химэдзи, где они находились до начала периода Мэйдзи.
Сакаи Хоицу отправился в Киото, чтобы обучаться в школе Кано, а затем у Утагавы Тоёхару мастерству укиё-э. Позже он начал учиться у Ватанабэ Нангаку из школы Маруяма и Со Сисэки из школы Нанга, но в конечном счёте стал последователем школы Римпа.
Сакаи Хоицу, ссылаясь на плохое здоровье, в 1797 году стал Буддистским священником и в течение 21 года жил в уединении. В это время он был занят подробным изучением творчества Огаты Корина и его брата Огаты Кэндзана. Сакаи Хоицу создал ряд репродукций произведений обоих братьев, а две книги с работами братьев и одну со своими собственными — Корин Хякузу (1815), Кэндзан Ибоку Гафу (1823), и Осон Гафу соответственно. Сакаи Хоицу умер 4 января 1828 года в возрасте 66 лет.

## Стиль
Стиль Сакаи Хоицу сочетает в себе реализм укиё-э и декоративность школы Огаты Корина, который Хоицу активно развивал.
Критик Роберт Хьюз заявлял о том, что основное развитие искусства в эпоху Эдо произошло благодаря «символичной и тонкой работе художников школы Римпа». В ширме Хоицу Цветы и травы лета и осени, по словам критика, «можно практически ощутить ветер, сгибающий ритмичные ряды стеблей и листьев». О другой ширме Цветущие растения лета Хьюз заявил, что Хоицу обладает «афористической силой наблюдательности», и «ветви сгибаются и наклоняются и под летним дождем, соткав тонкую изящную решетку зелёного цвета на запятнанной серебристой земли». Согласно Меккарелли, при написании растений Хоицу не придерживался стиля тиаросуро (реализм), а декоративного стиля школы Нампин.

## Избранные произведения
Летние и осенние цветы (яп. 夏秋草図屏風) — двустворчатая ширма, созданная при помощи чернил и краски и позолоченной и посеребрённой бумаги. На росписи изображены цветы и растения двух сезонов; работа считается одной из лучших в творчестве художника. Работа создавалась на обратной стороне Бога ветра и бога грома, принадлежавшей семье Сакаи Хоицу. Монументальные двусторонние ширмы стали символом школы Римпа, но части ширмы впоследствии разделили, чтобы уберечь рисунки. Ширма находится в собрании Токийского национального музея. Она входит в список список важных культурных ценностей Японии.
- Летние и осенние цветы

Бог ветра и бог грома (яп. 紙本金地著色風神雷神図) — двустворчатая ширма, созданная при помощи чернил и красок на позолоченной бумаге. Работа отдаёт дань Таварае Сотацу и репродукции его работы авторства Огаты Корина. На росписи изображены бог грома, молнии и шторма Райдзин и бог ветра Фудзин. Все три версии впервые были выставлены вместе в 2015 году в Токийском национальном музее. Работа находится в собрании Художественного музея Идэмицу в Токио.
|  |

|  |  |